# Gölä
Gölä, de son vrai nom Marco Pfeuti, est un chanteur suisse né en 1968 à Oppligen dans le canton de Berne. Il chante essentiellement en suisse allemand.

## Biographie musicale
Son premier album, Uf u dervo, réalisé en 1998 avec son groupe éponyme, s'est vendu à 250 000 exemplaires, ce qui en a fait un quintuple disque de platine.
En 1999, Gölä & Band a reçu un Prix Walo dans la catégorie « meilleur groupe de rock ».

## Discographie
- 1998 : Uf u dervo
- 1999 : Wildi Ross
- 2000 : Volksmusig (2 CD)
- 2001 : Gölä III
- 2002 : Gölä III – Live02
- 2004 : Burn
- 2005 : Gimme a Band
- 2007 : Rock & Roll
- 2008 : Tättoo – Best of Bärndütsch / So Damn Sexy (2 CD)
- 2008 : Z’Läbe fägt
- 2009 : Z’Läbe fägt – Platinum Tour Edition 09 (2 CD)
- 2010 : The Greatest Hits Sessions (avec les Bellamy Brothers)
- 2011 : BB&G Platinum (avec les Bellamy Brothers)
- 2011 : 100% Mundart Stadion Thun (CD + DVD)
- 2012 : Ängu u Dämone 1 / 2
- 2014 : Die schönsten Mundart-Balladen – Nashville-Aufnahmen